# Договор за ненападение между Германия и Латвия
Договорът за ненападение между Германия и Латвия е подписан на 7 юни 1939 г. в Берлин от министрите на външните работи: на Латвия – Вилхелм Мунтерс, и на Германия – Йоахим фон Рибентроп.
Документът е изключително кратък (съдържа само 2 члена) и посочва, че договарящите си страни няма да използват сила една против друга при никакви обстоятелства. Срокът на договора е 10 години, с автоматично подновяване за нов 10-годишен период, с единствената уговорка, че договорът няма да се счита за действителен в случай на изтичане на срока на действие на договора за ненападение между Германия и Естония, сключен на същия ден.
На следващия ден посланиците на Латвия и Естония са приети от Хитлер и обсъждат сътрудничеството в икономическата сфера.
За Германия целта на договора се състои в предотвратяване на нарастването на западното и съветското влияние в прибалтийските държави (договорът за ненападение с Литва е сключен през март 1939 г. след германския ултиматум към Литва по повод на Клайпеда). Освен това прибалтийските държави трябва да служат като препятствие срещу намеса на СССР при планиращото се нахлуване в Полша.
На 28 април 1939 г. Германия предлага сключване на договор за ненападение на Естония, Дания, Латвия, Норвегия, Финландия и Швеция.. Швеция, Норвегия и Финландия отказват.
Черновите на договорите са подготвени в началото на май, но подписването им е отлагано на 2 пъти поради изискването на уточнения от страна на Латвия.